# Allenspark
Allenspark est une census-designated place américaine située dans le comté de Boulder, au Colorado.

## Démographie
| 2000 | 2010 | - | - | - | - |
| ---- | ---- | - | - | - | - |
| 496  | 528  | - | - | - | - |